# Nekrolog 1460
Nekrolog
◄◄
| ◄
| 1456
| 1457
| 1458
| 1459
| 1460 | 1461 | 1462 | 1463 | 1464 | ► | ►►
Weitere Ereignisse | Allgemeiner Nekrolog 1460
Die Beschreibung der verstorbenen Person sollte so kurz wie möglich gehalten sein und nur deren signifikante Tätigkeit(en) enthalten.
Neue Namen ggf. auch unter dem Geburts- und Sterbedatum, also etwa unter 1. Januar und im Geburts- und Sterbejahr (2024) eintragen (nur bei entsprechender großer Wichtigkeit). Für Beispiele siehe die schon vorhandenen Artikel.
Außerdem über die fünf zuletzt Verstorbenen, zu denen es einen ausreichend guten Artikel für eine Präsentation auf der Hauptseite gibt, nach der todesbedingten Überarbeitung der Artikel ggf. auch unter Wikipedia Diskussion:Hauptseite informieren und sie am besten auch in den anderen Wikipedia-Sprachversionen eintragen. Tipp: Regelmäßig bei news.google.de nach „ist tot“, „gestorben“ oder „verstorben“ suchen.
Wenn eine Person gestorben ist, gibt es viele Seiten zu dieser Person in der Wikipedia, die davon auch betroffen sind und entsprechend aktualisiert werden müssen. Beispiele: Namenübersichtsseite, Geburtsjahr, Geburtsort-Seiten und viele mehr.
Wie finde ich die betroffenen Seiten?
Im Suchfeld auf der linken Seite gibt man den Suchbegriff so ein: „Vorname Nachname“. Dann klickt man auf Volltext und alle Seiten mit entsprechendem Suchtext werden aufgerufen. Hier sieht man dann schnell, wo auch das Todesjahr Sinn macht oder sogar ein Teil des Artikels angepasst werden muss. Auch hilft das „Werkzeug“ auf der linken Seite sehr gut, um solche Seiten aufzufinden: „Links auf diese Seite“. Somit ist die Wikipedia wieder aktuell in allen Bereichen! Hinweis: bei Eintragung der Kategorie „Gestorben JAHR“ wird der Missbrauchsfilter 49 ausgelöst, was jedoch nicht schlimm ist. Siehe: Spezial:Missbrauchsfilter/49
Dies ist eine Liste von im Jahr 1460 verstorbenen bekannten Persönlichkeiten. Die Einträge erfolgen innerhalb der einzelnen Daten alphabetisch sortiert. Tiere sind im Nekrolog für Tiere zu finden.

## Januar
| Tag        | Name                     | Beruf, bekannt als | Alter | Beleg |
| ---------- | ------------------------ | ------------------ | ----- | ----- |
| 14. Januar | Adelheid von Plassenberg | deutsche Äbtissin  |       |       |

## Februar
| Tag         | Name          | Beruf, bekannt als                                            | Alter | Beleg |
| ----------- | ------------- | ------------------------------------------------------------- | ----- | ----- |
| 14. Februar | Wladislaus    | Herzog von Teschen (1431–1460), Herzog von Glogau (1442–1460) |       |       |
| 24. Februar | Olaus Magni   | finnischer Bischof                                            |       |       |
| 29. Februar | Albrecht III. | Herzog von Bayern-München, Gründer des Klosters Andechs       | 58    |       |

## März
| Tag      | Name                | Beruf, bekannt als                    | Alter | Beleg |
| -------- | ------------------- | ------------------------------------- | ----- | ----- |
| 31. März | Heinrich Laufenberg | Schweizer Priester und Schriftsteller |       |       |

## Mai
| Tag     | Name               | Beruf, bekannt als                                        | Alter | Beleg |
| ------- | ------------------ | --------------------------------------------------------- | ----- | ----- |
| 29. Mai | Bolko V.           | Herzog von Oppeln, Falkenberg, Strehlitz und Klein Glogau |       |       |
| Mai     | Giovanni Barbavara | italienischer Mediziner und Geistlicher                   |       |       |

## Juni
| Tag      | Name             | Beruf, bekannt als                                    | Alter | Beleg |
| -------- | ---------------- | ----------------------------------------------------- | ----- | ----- |
| 5. Juni  | Wenemar Overdyk  | deutscher Kaufmann und Ratsherr der Hansestadt Lübeck |       |       |
| 6. Juni  | Lê Nghi Dân      | vietnamesischer König                                 |       |       |
| 28. Juni | Johannes Lamside | deutscher Theologe und Magister der freien Künste     |       |       |

## Juli
| Tag      | Name                                     | Beruf, bekannt als                                                                | Alter | Beleg |
| -------- | ---------------------------------------- | --------------------------------------------------------------------------------- | ----- | ----- |
| 10. Juli | Humphrey Stafford, 1. Duke of Buckingham | Urenkel des englischen Königs Eduard III.                                         | 57    |       |
| 11. Juli | Girolamo Machiavelli                     | italienischer Politiker                                                           |       |       |
| 11. Juli | John Talbot, 2. Earl of Shrewsbury       | englischer Adliger und Soldat, Lord Chancellor von Irland und Lord High Treasurer |       |       |
| 18. Juli | Martin Dieminger                         | deutscher Geistlicher                                                             |       |       |

## August
| Tag        | Name                | Beruf, bekannt als                 | Alter | Beleg |
| ---------- | ------------------- | ---------------------------------- | ----- | ----- |
| 3. August  | Jakob II.           | König von Schottland               | 29    |       |
| 4. August  | Nikolaus Stocker    | Abt im Kloster St. Blasien         |       |       |
| 11. August | Heymericus de Campo | spätmittelalterlicher Scholastiker |       |       |

## September
| Tag           | Name                | Beruf, bekannt als                                                                                  | Alter | Beleg |
| ------------- | ------------------- | --------------------------------------------------------------------------------------------------- | ----- | ----- |
| 20. September | Gilles Binchois     | franco-flämischer Komponist, Dichter und Kleriker                                                   |       |       |
| 22. September | Tomasz Strzępiński  | römisch-katholischer Bischof von Krakau, Unterkronkanzler von Polen                                 | 62    |       |
| 25. September | Katharina von Hanau | Gemahlin 1. des Grafen Thomas II. von Rieneck; 2. des Grafen Wilhelm II. von Henneberg-Schleusingen | 52    |       |

## Oktober
| Tag         | Name          | Beruf, bekannt als | Alter | Beleg |
| ----------- | ------------- | ------------------ | ----- | ----- |
| 25. Oktober | Luís Alimbrot | flämischer Maler   |       |       |

## November
| Tag          | Name                   | Beruf, bekannt als                   | Alter | Beleg |
| ------------ | ---------------------- | ------------------------------------ | ----- | ----- |
| 13. November | Heinrich der Seefahrer | Prinz von Portugal aus dem Haus Avis | 66    |       |

## Dezember
| Tag          | Name                                  | Beruf, bekannt als                                                    | Alter | Beleg |
| ------------ | ------------------------------------- | --------------------------------------------------------------------- | ----- | ----- |
| 4. Dezember  | Guarino da Verona                     | italienischer Gelehrter und Humanist                                  |       |       |
| 21. Dezember | Dominikus von Preußen                 | deutscher Kartäusermönch, mutmaßlicher Schöpfer des Rosenkranzgebetes |       |       |
| 30. Dezember | Thomas Harrington                     | englischer Ritter                                                     |       |       |
| 30. Dezember | Edmund, Earl of Rutland               | englischer Adliger                                                    | 17    |       |
| 30. Dezember | Richard Plantagenet, 3. Duke of York  | englischer Peer                                                       | 49    |       |
| 31. Dezember | Richard Neville, 5. Earl of Salisbury | englischer Adliger                                                    |       |       |

## Datum unbekannt
| Tag | Name                                 | Beruf, bekannt als                                                 | Alter | Beleg |
| --- | ------------------------------------ | ------------------------------------------------------------------ | ----- | ----- |
|     | Alram II.                            | Graf von Ortenburg, Graf von Ortenburg-Dorfbach                    |       |       |
|     | John Beaumont, 1. Viscount Beaumont  | englischer Adeliger                                                |       |       |
|     | Lluís Dalmau                         | katalanischer Maler                                                |       |       |
|     | Ranuccio Farnese il Vecchio          | italienischer Adliger und Senator                                  |       |       |
|     | Francesco II. Acciaiuoli             | Herzog von Athen                                                   |       |       |
|     | Johann Gerwer                        | Ratsherr und Gesandter der Hansestadt Lübeck                       |       |       |
|     | Werner Grambek                       | Kaufmann und Ratsherr der Hansestadt Lübeck                        |       |       |
|     | Israel Isserlein                     | deutscher Rabbiner                                                 |       |       |
|     | Johannes IV.                         | Kaiser von Trapezunt                                               |       |       |
|     | Johannes von Leuzenbronn der Jüngere | katholischer Priester, Benediktiner und Abt des Klosters Murrhardt |       |       |
|     | Fernão Lopes                         | portugiesischer Historiker                                         |       |       |
|     | Matthias Louda von Klumtschan        | tschechischer Heeresführer und Diplomat                            |       |       |
|     | William Lucy                         | englischer Ritter                                                  |       |       |
|     | Mose Rieti                           | römischer Rabbiner, Dichter und Arzt                               |       |       |
|     | Nikolaus von Pelgrims                | tschechischer Bischof, Chroniker, Diplomat                         |       |       |
|     | Parameshvara                         | indischer Mathematiker und Astronom                                |       |       |
|     | James Pickering                      | englischer Ritter                                                  |       |       |
|     | Bertold Segeberg                     | Dekan der Artistenfakultät in Greifswald                           |       |       |
|     | Hermann von Vechelde                 | deutscher Ratsherr und Großhändler                                 |       |       |